# 荷蘭伯爵列表
荷蘭伯爵是統治荷蘭伯國的君主。荷蘭伯國是歷史上的低地國之一，存在於10至15世紀。

荷蘭伯爵的徽章

## 伯爵列表
- 德克一世（英语：Dirk I, Count of Holland）（896—939）
- 德克二世（英语：Dirk II, Count of Holland）（939—988）
- 阿努爾夫（988—993）
- 德克三世（993—1039）
- 德克四世（英语：Dirk III, Count of Holland）（1039—1049）
- 弗洛里斯一世（1049—1061）
- 德克五世（1061—1091）
- 弗洛里斯二世（1091—1121）
- 德克六世（1121—1157）
- 弗洛里斯三世（1157—1190）
- 德克七世（1190—1203）
- 威廉一世（1203—1222）
- 弗洛里斯四世（1222—1234）
- 威廉二世（1235—1256）
- 弗洛里斯五世（1256—1296）
- 揚一世（1296—1299）

1299年，荷蘭伯國與埃諾伯國成為共主邦聯。
- 揚二世（1299—1304）
- 威廉三世（1304—1337）
- 威廉四世（1307—1345）
- 瑪格麗特一世（1345—1354）

隨著瑪格麗特與神聖羅馬皇帝路易四世的婚姻，荷蘭與埃諾由維特爾斯巴赫王朝的巴伐利亞公爵繼承，同时期爆发了关于荷兰伯爵争端的钩子与鳕鱼战争。
- 威廉五世（1354—1388，1358年之后由阿尔布雷希特担任摄政）
- 阿爾布雷希特（1388—1404）
- 威廉六世（1404—1417）
- 雅克利娜（1417—1433）

1433年，荷蘭與埃諾被勃艮第公爵菲利普三世佔領，成為勃艮第公國的附庸（參見勃艮第統治尼德蘭時代）。